# Карабинеры (телесериал)
«Карабинеры» (итал. Carabinieri) — итальянский телесериал, транслировавшийся с 2002 до 2008 год на Canale 5.

## Сюжет
Телесериал рассказывает о карабинерах, находящихся на казарменном положении в Читта-делла-Пьеве (в седьмом сезоне они переезжают в Монтепульчано). Хотя есть элементы боевика и детектива, преобладают тона комедии и любовных сюжетов, и вообще телесериал недалёк от мыльной оперы.

## В ролях
- Мануэла Аркури — Паола Витали
- Этторе Басси — Андреа Ферри
- Лоренцо Креспи — Томмазо Палермо
- Пино Карузо — Джузеппе Капелло
- Франческо Джуффрида — Леонардо Бини
- Джампьеро Лизарелли — Карло Проспери
- Винченцо Крочитти — Витторио Борди
- Андреа Ронкато — Костанте Романо
- Паоло Вилладжо — Джованни, отец Паоло Бенелли
- Мартина Коломбари — Джоя Капелло
- Эрика Бланк — Джемма Пеллегрини
- Катя Риччарелли — Моника Гранди
- Орсо Мария Гуэррини — Лоренцо Сепи
- Элизабетта Каналис — Алессандра Ферри

## Восприятие
Сериал являлся одним из самых рейтинговых на Canale 5 в 2000-е годы.
La Repubblica отметила, что к наиболее весомым достоинствам сериала относится участие в проекте звёзд итальянского кино и телевидения, а также то, что центральным персонажем практически всех сезонов является сильная женская фигура. При этом лишь первый сезон издание оценило на 2 звезды из 5. Все остальные получили оценку даже ниже. Кьяра Алонзо из Chronist.it охарактеризовала «Карабинеров» как «неотразимую смесь, которая захватывает зрителя, мыльной оперы с криминальным фоном».